# Agabus fuscipennis
Espèce
Agabus fuscipennis est une espèce de coléoptères prédateurs aquatiques de la famille des dytiscidés.